# Francesc Domènech i Puig
Francesc Domènech i Puig   (Cervera, 23 d'abril de 1933 - Cervera, 20 de març de 2021) fou entrenador i jugador de bàsquet català. Va ser un dels fundadors del Club Bàsquet Cervera l'any 1956.

## Biografia
Domènech romangué en el Club Bàsquet Cervera durant vint-i-nou anys, primer com a jugador i després com a entrenador. Destacà per la seva tasca en el basquetbol de formació i aconseguí l’ascens a segona divisió estatal de l'equip sènior femení.
Entre els anys 1979 i 2000 va ser tècnic del Club Natació Tàrrega. Posteriorment, s'incorporà a la junta directiva del Club Bàsquet Cervera. L’any 1999 fou reconegut com a històric del bàsquet català i rebé la medalla Forjadors de la Història Esportiva de Catalunya.
La Paeria de Cervera va promoure, l'any 2017, el canvi de nom del poliesportiu municipal per tal que portés el seu nom.